# 극일
극일(克日, over-Japanese)은 일본을 이기자는 뜻을 가리킨다.

## 역사
전두환 정권 당시 과거는 잊고 새롭게 일본보다 나은 나라를 만들자는 목표 아래 반일(反日)이라는 감정 대신에 극일(克日)이라는 감정을 내걸어 놓았다. 이는 반일과 상하 관계에 해당하는 뜻의 단어가 아니고, 일본에 반대한다는 반일과 달리 반일과 친일 여부가 없이 일본을 이기자는 뜻이었다. 하지만 이러한 극일 정신을 실행하면서 그 당시 상황은 일본이 대한민국에 비해 월등히 성장한 상태였기 때문에 일본의 많은 것을 따라 하고 일정수준에서 일본과 경쟁하자는 뜻이 너무나도 강했고 이러한 극일 정신은 극단적인 반일파들에 의해 '친일'로 받아들여지는 일도 있었다.

### 2019년 극일 열풍
2019년 한일 무역 분쟁 사건 이후, 일본이 부품소재와 기초기술을 무기화하자, 문재인 대통령은 "남북 경협으로 일본 충분히 따라잡을 수 있다."라고 발언했고, 광복절 시기에도, "반일을 넘어서 극일로 가자"는 메시지를 밝혔다. 그런가하면, 지소미아 마지막 날에 삼성 반도체 공장을 찾아 극일을 주문했다.

#### 한계
2020년 광복절에서 문 정부의 구호는 "극일에서 대화로 바뀌었다." 그간 1년 동안 한국 사회가 극일을 외쳤지만, 2020년 한국이 일본으로부터 수입하는 일본산 전자 첨단장비는 77% 이상 늘었다. 물론 한국 기업 중 국산화에 성공한 경우가 있긴 하지만 반도체 업체 130곳 중 3곳만 국산화에 성공하는데 그쳤다. 아울러 한국 사회의 포커스가 반도체에만 국한돼있는데 반도체 말고도 탄소섬유도 비행기 동체를 비롯해 제조업의 꽃인데다 일본이 세계를 선도하고 있으며, 그리고 군용, 상업용으로도 미래에 각광받을 GaN 질화갈륨 반도체도 삼성에서 투자를 시작했지만 여전히 일본이 기술을 선도하고 있다.
친일도 우습지만 반일은 더 우습다. 광복을 맞이한지가 반올림하면 100년에 이르는데도, 극일을 한 분야가 (1) 삼성빈도체 (2) 걸그룹 외에는 전무하다는 건 창피한 일이다. 반일을 넘어 더더욱 극일을 위해 노력하기에도 시간이 부족한 지경이다.

## 같이 보기
- 극일파
- 지일파
- 친일
- 반일